# ایپوتا
ایپوتا (به لاتین: Iputa) یک منطقهٔ مسکونی در روسیه است که در داغستان واقع شده‌است.